# Фридрих I (Вианден)
Вижте пояснителната страница за други личности с името Фридрих I.
Фридрих I (на немски: Friedrich I von Vianden) е от ок. 1124 до 1150 г. граф на Вианден, фогт на манастир Прюм и под-фогт на Трир.

## Биография
Той е син на граф Герхард I (1129 – 1156) фон Спонхайм, господар на Клерф, и съпругата му Аделхайд. По-голям брат е на граф Герхард фон Клерф.
През 1141 г. Фридрих, в конфликта за абатството Св. Максимин в Трир, е против Хайнрих IV фон Люксембург, когато той с войска е пред вратите на Трир. По диполматически път те се разбират и Хайнрих се оттегля след грабеж от града. Вероятно от благодарност Фридрих получава същата година от архиепископ Алберо († 1152) половината от замъка Арас в Рейнланд-Пфалц. По-късно Фридрих окупира напълно замъка Арас и предприема грабежни походи навътре в архиепископството. Графът обаче загубва замъка, сдобрява се с архиепископ Алберо и отново има служба в неговия двор.

## Деца
Фридрих има най-малко четири деца:
- Зигфрид I, граф на Вианден (1154 – 1171)
- Фридрих II († 1187), граф на Вианден (1163 – 1184) и Салм (1163 – 1175)
- Герхард († 1210), абат на Прюм (1184 – 1210) и от 1192 на Ставелот-Малмеди
- Аделхайд фон Вианден, ∞ за граф Алберт фон Молбах